# Directiva sobre los derechos de autor en el mercado único digital
La Directiva sobre los derechos de autor en el mercado único digital, también conocida como Directiva de derechos de autor de la Unión Europea o expediente 2016/0280 (COD), es una propuesta de directiva de la Unión Europea con el objetivo declarado de armonizar aspectos del derecho de autor en el mercado único digital de la Unión Europea. Es un intento de ajustar la ley de derechos de autor para internet brindando protección adicional a quienes poseen material. Tras su aprobación inicial por la Comisión de Asuntos Jurídicos del Parlamento Europeo el 20 de junio de 2018, fue rechazada por el pleno del Parlamento el 5 de julio. En septiembre de 2018, toda la propuesta fue aprobada, por lo que tras una repetición de la votación a principios de 2019, cabe esperar que entre en vigor.
Las propuestas de la directiva incluyen otorgar a los editores la posibilidad de solicitar el pago por el uso de breves fragmentos de texto, que requieren que los sitios web con fines de lucro alojen principalmente contenido publicado por los usuarios para tomar medidas «efectivas y proporcionadas» para evitar publicaciones no autorizadas de contenido protegido por derechos de autor y dando excepciones de derechos de autor para la minería de textos y datos por parte de instituciones de investigación científica. Dado que tanto las licencias como las excepciones se establecen a nivel nacional, los artículos 11 y 13 fragmentarían el mercado de la UE, contrariamente al objetivo declarado de la directiva. El diputado británico Stephen Doughty también quiere que se utilicen filtros de carga similares para evitar el «material extremista» en Internet.
El 26 de abril de 2018, 145 organizaciones de los ámbitos de los derechos humanos y digitales, libertad de prensa, publicaciones, bibliotecas, instituciones educativas, desarrolladores de software y proveedores de servicios de Internet firmaron una carta oponiéndose a la legislación propuesta. Algunos de los que se oponen incluyen a Electronic Frontier Foundation, Creative Commons, European Digital Rights, varios capítulos de Open Knowledge y la propia Open Knowledge International, varios capítulos de Wikimedia y la Fundación Wikimedia, propietaria de Wikipedia, quien emitió un comunicado el 29 de junio de 2018. Las personas que se han opuesto públicamente a la ley incluyen a Tim Berners-Lee y Vint Cerf, quienes expresan su preocupación con respecto a los costos y la efectividad de los filtros de carga y los efectos negativos sobre la libertad de expresión en línea. Una petición de Change.org que se opone a la directiva ha recolectado más de 4.000.000  firmas desde el 3 de julio de 2018. Los grupos que respaldan la directiva incluyen muchos editores y grupos de medios, tales como a David Guetta, tres importantes sellos discográficos y la Independent Music Companies Association.

## Historia

### Proceso legislativo
La propuesta fue lanzada inicialmente el 14 de septiembre de 2016 por la Comisión Europea, que lleva a cabo la iniciativa legislativa en la UE, después de que el Parlamento Europeo solicitó dicha propuesta con un informe de su propia iniciativa (denominado Informe Reda). La reforma de los derechos de autor de la UE fue impulsada como un objetivo de la Comisión Europea en 2012.
El Comité de Representantes Permanentes de la Unión Europea aprobó el 25 de mayo de 2018 un texto que procederá a negociaciones tripartitas con el Parlamento Europeo para llegar a un texto final, sin el apoyo de Alemania, Finlandia, los Países Bajos, Eslovenia, Bélgica o Hungría.

### Reacciones
Algunas de sus propuestas, como un impuesto al enlace para pagar a los productores, y el requisito de filtrar contenido subido por los usuarios para obras que infrinjan los derechos de autor, resultaron controvertidos para autores, editores agencias de noticias, académicos legales y expertos en Internet, instituciones culturales, usuarios y organizaciones de derechos civiles, la Oficina del Alto Comisionado de las Naciones Unidas para los Derechos Humanos, legisladores y estudios de la Unión Europea.

## Contenido
Los objetivos establecidos incluyen equilibrar el dinero entre los autores y los sitios web de Internet y mejorar la colaboración entre los que poseen contenido y las plataformas en línea.

### Artículo 3
El artículo 3 propone una excepción de derecho de autor para la extracción de datos y textos a efectos de investigación científica. La versión COREPER tiene una extensión obligatoria y otra opcional.
Dependiendo de si reconoce el estado del dominio público de los hechos y la información, el artículo 3 podría aumentar o disminuir las restricciones en comparación con el statu quo.

### Artículo 4
El artículo 4 propone una excepción obligatoria para el uso de obras protegidas por derechos de autor como parte de «actividades docentes digitales y transfronterizas». Este artículo, cuando se implemente, aclarará que los establecimientos educativos pueden hacer un uso no comercial de obras protegidas por derecho de autor con fines ilustrativos.[cita requerida]
Ha habido preocupaciones del sector educativo de que la excepción propuesta en el artículo 4 es demasiado restrictiva. Por ejemplo, el sector propone ampliar el alcance de los «establecimientos educativos» para incluir instituciones de patrimonio cultural. La parte más debatida del artículo es 4(2), según la cual la excepción no estaría disponible si hay «licencias adecuadas» disponibles en el mercado.
La versión de COREPER tiene cambios para reflejar los argumentos del sector de la educación, pero aún incluye el debatido artículo 4(2).[cita requerida]

### Artículo 11
El artículo 11 amplía la Directiva de derechos de autor para otorgar a los editores derecho de autor directo sobre el «uso en línea de sus publicaciones de prensa por los proveedores de servicios de la sociedad de la información». Según la legislación actual de la UE, los editores confían en los autores que les asignan derechos de autor y deben probar la propiedad de los derechos para cada trabajo individual.
La propuesta establece varias condiciones nuevas al derecho, incluida la terminación después de un año y exenciones para copiar una parte “insustancial” de una obra o para copiarla en el curso de la investigación académica o científica. Se deriva del derecho de autor auxiliar para los editores de prensa que se introdujo en Alemania en 2013. La publicación de prensa «cuyo propósito es informar al público en general y que se actualiza periódica o periódicamente», se distingue de la publicación académica y científica.
En su memorando explicativo, el Consejo describe la aplicación de derechos existente para el uso en línea de publicaciones de prensa como "complejo e ineficiente" y llama la atención sobre el uso de artículos de noticias por «agregadores de noticias o servicios de monitoreo de medios» con fines comerciales, y los problemas que enfrentan por los editores de prensa en la concesión de licencias de su trabajo para tales servicios.
El artículo es considerado erróneo por los académicos. Un estudio encargado por la Comisión Europea, que analizó la implementación de leyes similares en Alemania y España, descubrió que los periódicos realmente se beneficiaban de la mayor exposición (y, a su vez, los ingresos publicitarios del tráfico) que las plataformas de agregación de noticias atraían a sus artículos en línea, haciendo notar que «los casos alemán y español muestran que la ley puede crear un derecho», pero que «las fuerzas del mercado han valorado este derecho a un precio cero».

### Artículo 13
El artículo 13 agrega obligaciones adicionales para los servicios definidos como proveedores de servicios de intercambio de contenidos en línea, descritos como «un proveedor de un servicio de la sociedad de la información cuyo principal o uno de los propósitos principales es almacenar y dar acceso al público a una gran cantidad de obras o contenidos subidos por sus usuarios que organiza y promueve con fines de lucro». Dichos proveedores deben trabajar con los titulares de los derechos para recibir permiso para alojar obras protegidas por derechos de autor cargadas por sus usuarios. Los proveedores deben realizar esfuerzos “efectivos y proporcionales” para eliminar y evitar la disponibilidad futura de obras alojadas por el servicio sin autorización. El artículo responsabiliza a estos servicios de las actividades violatorias de derechos de autor por parte de los usuarios, sustituyendo a la Directiva de Comercio Electrónico, que otorgaba un puerto seguro a los proveedores de contenido que eran "meros conductos". La definición de proveedor de servicios de intercambio de contenido en línea excluye servicios que almacenan contenido para enciclopedias en línea sin fines de lucro, plataformas sin fines de lucro para el desarrollo de software de código abierto y repositorios educativos y científicos sin fines de lucro, así como servicios de alojamiento de archivos que permiten a los usuarios y/o empresas subir archivos para su propio uso, proveedores de servicios de Internet y mercados minoristas en línea. (Artículo 2(5))
El artículo 13 ha sido criticado por la posibilidad de que pueda crear un efecto paralizador (chilling effect) en la expresión en línea. Aunque el borrador de la directiva no hace referencias explícitas a dicho enfoque, ha sido interpretado por críticos por requerir el filtrado proactivo de cargas por sitios web que manejan contenido enviado por los usuarios. Los críticos argumentaron que este requisito solo podría cumplirse razonablemente mediante sistemas automatizados, como el "Content ID" de YouTube, que puede sufrir falsos positivos y la incapacidad de dar cuenta de las limitaciones de derechos de autor, como el fair dealing. También se ha sugerido que solo las principales empresas tecnológicas de EE. UU. tenían suficientes recursos para desarrollar tales sistemas de filtrado, que sería difícil para las empresas más pequeñas cumplir con los requisitos mismos, y la externalización del filtrado a proveedores externos tenía implicaciones de privacidad.
Felipe Romero-Moreno expresó su preocupación de que el Artículo 13 pueda afectar el funcionamiento de las redes sociales. Los científicos también consideraron que el Artículo 13 podría obstaculizar su capacidad de comunicarse. Existe la preocupación de que esto pueda afectar la distribución de los memes de Internet y otros tipos de remezclas, hasta el punto de que los usuarios de Internet han descrito el Artículo 13 como una «prohibición del meme».
La aplicabilidad de tales definiciones no ha sido probada en la jurisprudencia, y en general el artículo se considera difícil de «conciliar con la jurisprudencia del TJUE tanto sobre [la comunicación al pública] y con su jurisprudencia sobre la Directiva de comercio electrónico art. 14 puerto seguro.»

### Artículo 15
El artículo 15 tiene por objeto permitir a los autores aumentar su remuneración en algunos casos en que es desproporcionadamente baja. Los artículos 14 a 16 propuestos, aunque más débiles que los sistemas existentes en muchos Estados miembros, mejorarían la posición negociadora de los autores y artistas intérpretes o ejecutantes.
Las asociaciones de autores habían propuesto un «mecanismo de reversión de los derechos» que permitiría cancelar un acuerdo de transferencia de derecho de autor que se haya demostrado que es desventajoso.

### Otros artículos
Otros pasajes de la propuesta intentan aclarar el estatus legal de ciertas actividades comunes de las bibliotecas y de las obras huérfanas.
Las enmiendas aprobadas por algunos comités del Parlamento Europeo abordarían cuestiones relacionadas con el dominio público y la libertad de panorama.

## Posiciones

### Oposición

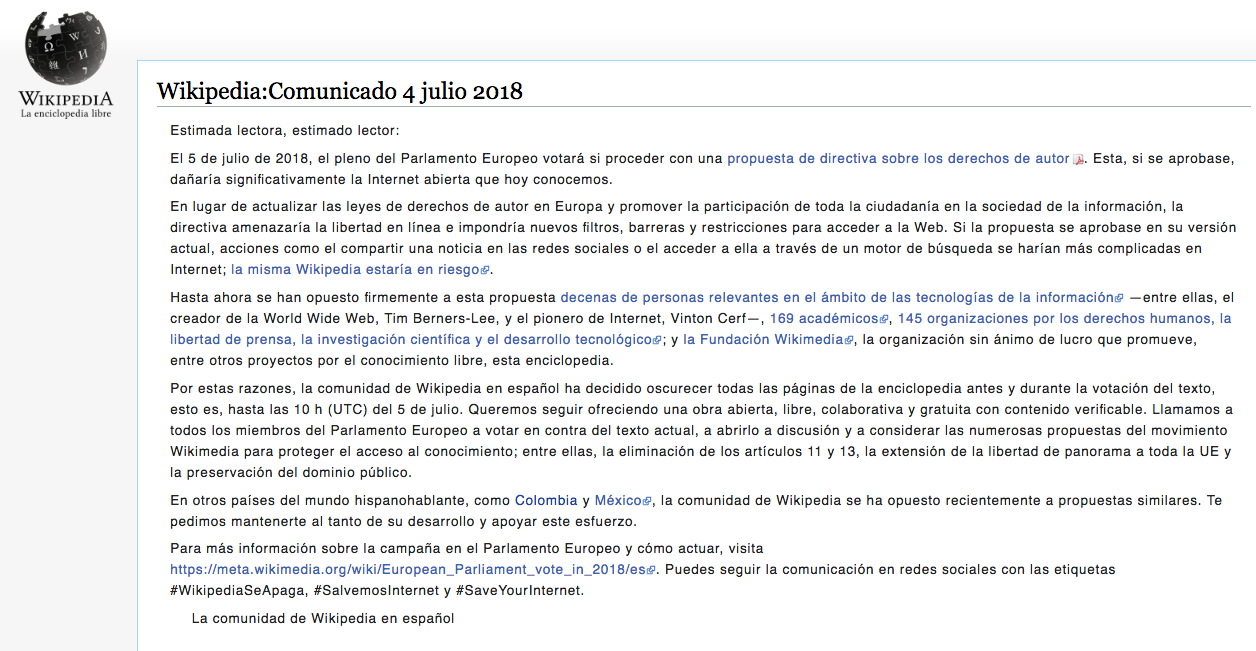
Captura de pantalla que muestra el comunicado del apagón de Wikipedia en español del 4 de julio de 2018

Los artículos 11 y 13 de la Directiva han sido objeto de críticas generalizadas. Se les oponen más de 200 académicos de más de 25 centros de investigación, autores, periodistas, editoriales, agencias de noticias, expertos en derecho, expertos en Internet, instituciones culturales, usuarios, organizaciones de derechos civiles, Oficina del Alto Comisionado de las Naciones Unidas para los Derechos Humanos, legisladores y académicos de la Unión Europea. Las publicaciones más importantes de la propuesta han sido publicadas por los principales periódicos de Austria, Dinamarca, Estonia, Finlandia, Francia, Alemania, Irlanda, Italia, Países Bajos, Polonia, España, Eslovaquia, Suecia y Reino Unido.
El 26 de abril de 2018, 145 organizaciones de las áreas de derechos humanos y digitales, libertad de prensa, publicaciones, bibliotecas, instituciones educativas, desarrolladores de software y proveedores de servicios de Internet firmaron una carta en la que se oponían a la legislación propuesta. Algunos de los que se oponen incluyen a Electronic Frontier Foundation, Creative Commons, European Digital Rights, Sociedad Max Planck, varios capítulos de Wikimedia, y la Wikimedia Foundation, la organización matriz de Wikipedia. La Wikipedia en italiano, seguida más tarde por otras que incluyen el español, estonio, letón, polaco, francés, portugués y catalán, oscurecieron sus páginas para lectores el 3 y 4 de julio, mientras que la Wikipedia en inglés agregó una banner pidiendo a los lectores que se pongan en contacto con sus representantes en el parlamento europeo. Las personas que se han opuesto públicamente a la ley incluyen a Tim Berners-Lee, creador de la World Wide Web, Vint Cerf y Jimmy Wales, quienes expresaron su preocupación sobre los costos y la eficacia de los filtros de carga y los efectos negativos sobre la libertad de expresión en línea. Una petición de change.org que se opone a la directiva tiene más de 700 000 firmas.
Varios defensores de la ciencia abierta, entre ellos Vanessa Proudman, directora europea de la Scholarly Publishing and Academic Resources Coalition, así como la organización Eurodoc, se oponen a la legislación debido a lo que ven como un efecto negativo en la comunicación científica. Se cree que estos efectos negativos se extiendan a ResearchGate, un repositorio de artículos de investigación.
Los miembros del Parlamento Europeo que se oponen a los cambios incluyen a Julia Reda, Heidi Hautala y Dan Dalton. Julia Reda describe los esfuerzos detrás de la ley como las grandes compañías de medios que intentan forzar a las «plataformas y los motores de búsqueda a usar sus fragmentos y pagar por ellos». Las partes que se oponen a la legislación incluyen al Partido Verde Europeo.

### Apoyo
La directiva cuenta con el apoyo de editores, importantes sellos discográficos, sindicatos, y artistas individuales. Una campaña organizada por la Agrupación Europea de Sociedades de Autores y Compositores recabó más de 32,000 firmas de creadores como David Guetta, Ennio Morricone, Jean-Michel Jarre y la banda Air. Otros partidarios incluyen a los músicos Paul McCartney y James Blunt, el autor Philip Pullman (como jefe de la Sociedad de Autores), la Independent Music Companies Association, y el editor alemán Axel Springer.
Los miembros del Parlamento Europeo que apoyan incluyen a Axel Voss, quien piensa que la crítica a la directiva es exagerada. Sostuvo que el Artículo 13 se diseñó principalmente para dirigirse a plataformas que monetizaban el contenido sin licencia, y que se había revisado para reducir su alcance.
Los partidarios de la directiva alegan «alarmismo» y una «campaña de desinformación masiva» orquestada por Google, y citan múltiples informes de spambots que inundan a los eurodiputados con tantos correos electrónicos contra derechos de autor que ya no pueden llevar a cabo su trabajo. Sostienen que los proveedores de contenido con licencia, como Spotify y Netflix, también se ven afectados negativamente por el actual régimen de derechos de autor, que consideran beneficios para las plataformas impulsadas por los usuarios, como YouTube y Facebook.
Un artículo publicado en el periódico italiano Corriere della Sera, el 3 de julio de 2018, argumentó que la directiva no afectará a las enciclopedias en línea sin fines de lucro u otros sitios web no comerciales.

### Poco claro
Algunos informes afirman que Google y Twitter se oponen a la propuesta de ley, mientras que otros afirman que la apoyan. Una publicación de Google en 2016 comentó sobre los esfuerzos que las compañías tecnológicas deberán cumplir, pero mencionó que YouTube ya tenía Content ID. Como las empresas emergentes probablemente necesitarían comprar el software de filtrado, las grandes compañías de tecnología como Google podrían beneficiarse. Cory Doctorow cree que las grandes plataformas podrán negociar acuerdos con grandes editoriales con impactos negativos que afectan principalmente a editores y plataformas más pequeños.